# Вулиця Петра Дорошенка (Іллінці)
Ву́лиця Петра Дорошенка (до 30.12.2015 — Колгоспна) — вулиця у мікрорайоні Голики в місті Іллінці Вінницької області.

## Розташування
Бере початок в східній частині міста, на виїзд в сторону Дашева, від магістральної вулиці вулиці Незалежності, яка водночас є частиною дороги Р-33, навпроти місця де розташовувалося колишнє колективне господарство (колгосп) який носив назву, - ім. 20-го партз'їзду. 
Зараз на цій території знаходиться логістичний комплекс компанії ТОВ Люстдорф ТОВ Люстдорф.
Простягається на північ в глиб мікрорайону Голики, де сполучається із вулицею Вулиця Велика Голицька. 
З правої сторони прилучається провулок Світанковий 
По ліву сторону дві вулиці: Героїв України та Максима Ямкового.

## Історія
Свою колишню назву — Колгоспна — вулиця отримала за часів радянської окупації, на честь колишнього господарства, так званого «колгоспу»- імені ХХ партз'їзду. Що знаходився на околиці села Голики. Зараз мікрорайон міста Іллінці.

## Сучасність
30 грудня 2015 року розпорядженням міського голови, вулиця отримала сучасну назву в зв'язку з законом про декомунізацію.